# AirAsia
AirAsia é uma companhia aérea de baixo custo da Malásia, uma pioneira em viagens desse tipo na Ásia. O grupo AirAsia opera voos domésticos e internacionais programados para mais de 65 destinos, abrangendo 25 países. Seu principal hub é o Low Cost Carrier Terminal do Aeroporto Internacional de Kuala Lumpur (WMKK). Suas companhias afiliadas Thai AirAsia e Indonesia AirAsia têm hubs no Aeroporto Internacional de Suvarnabhumi e no Aeroporto Internacional Soekarno-Hatta, respectivamente.

## História

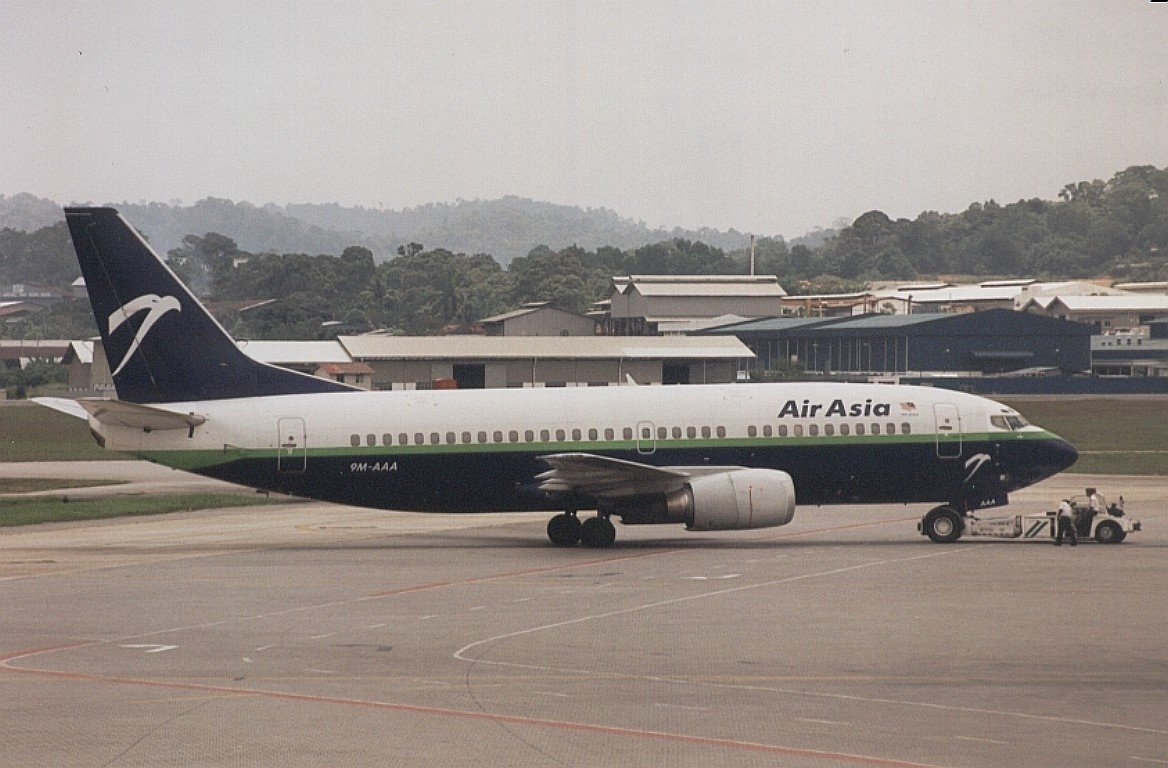
Boeing 737-300 da AirAsia em 1999.

Estabelecida em 1993, iniciou suas atividades em 18 de novembro de 1996. Fazia parte da DRB-Hicom, um conglomerado governamental malaio. Em dezembro de 2001, bastante endividada, foi adquirida pelo empresário Tony Fernandes pelo valor simbólico de RM1 (um ringgit). Fernandes reestruturou a companhia lançando novas rotas do centro de operações no Aeroporto Internacional de Kuala Lumpur com bilhetes a RM1, enfraquecendo o monopólio da Malaysia Airlines.

## Frota

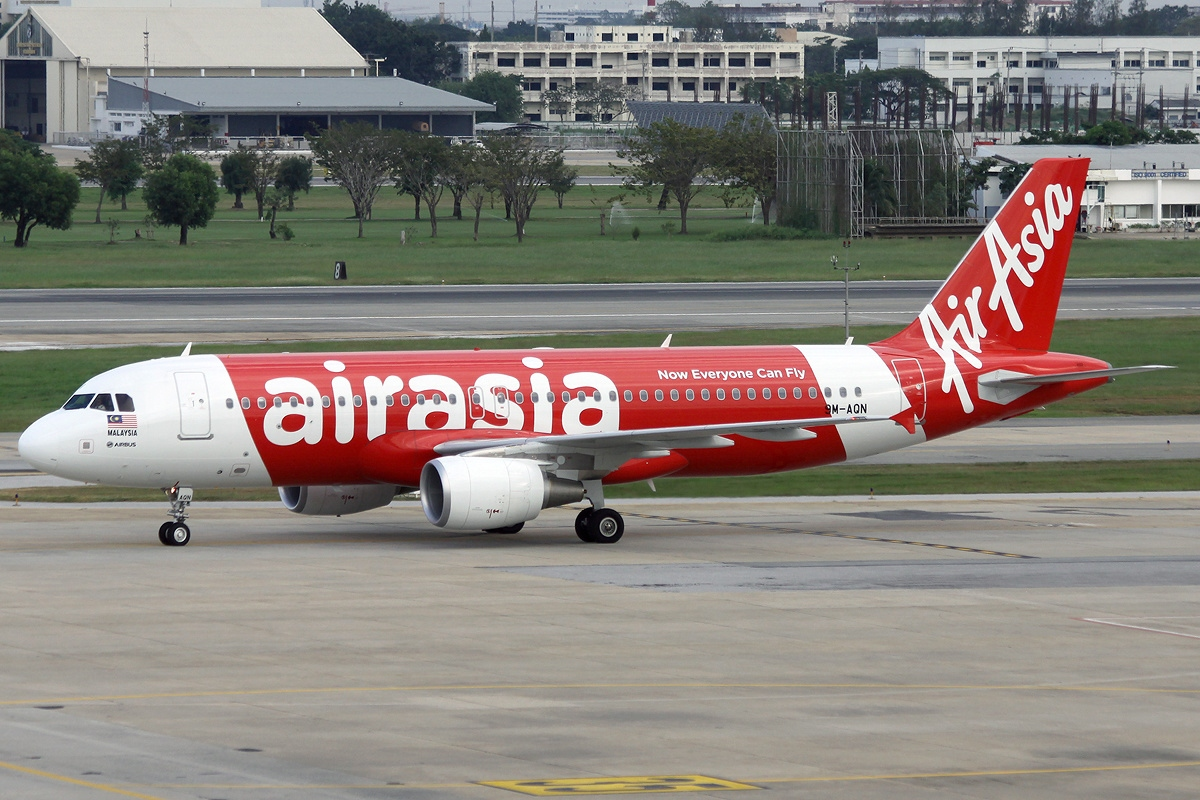
Airbus A320 da AirAsia.

Em dezembro de 2014, a frota da AirAsia tem 82 aeronaves com uma idade média de 4,3 anos.
| Tipo de aeronave | Ativos | Pedidos | Notas      |
| ---------------- | ------ | ------- | ---------- |
| Airbus A320-200  | 56     | 36      | 2 inativos |
| Airbus A320neo   | 24     | 64      |            |
| Total            | 82     |         |            |

## Acidentes
Em 28 de dezembro de 2014 o voo QZ-8501 da AirAsia que fazia a rota Surabaia, na Indonésia a Singapura, caiu no Mar de Java com 162 pessoas a bordo. Foi o primeiro acidente com vítimas fatais da companhia.